# الغيل (مناخة)

تعديل مصدري - تعديل

الغيل هي إحدى قرى عزلة المغارب العليا بمديرية مناخة التابعة لمحافظة صنعاء، بلغ تعداد سكانها 349 نسمة حسب تعداد اليمن لعام 2004.